# Maytenus obtusifolia
Maytenus obtusifolia är en benvedsväxtart som beskrevs av Carl Friedrich Philipp von Martius. Maytenus obtusifolia ingår i släktet Maytenus och familjen Celastraceae. Inga underarter finns listade.